# Simbario
Simbario är en ort och kommun i provinsen Vibo Valentia i regionen Kalabrien i Italien. Kommunen hade 957 invånare (2017).